# Ferrovia della Beira Bassa
La ferrovia della Beira Bassa (in portoghese Linha da Beira Baixa originariamente denominata Caminho de Ferro da Beira Baixa) è un collegamento ferroviario tra le stazioni di Entroncamento e Guarda, in Portogallo; fu inaugurata interamente, tra Abrantes e Guarda, l'11 maggio 1892.

## Storia

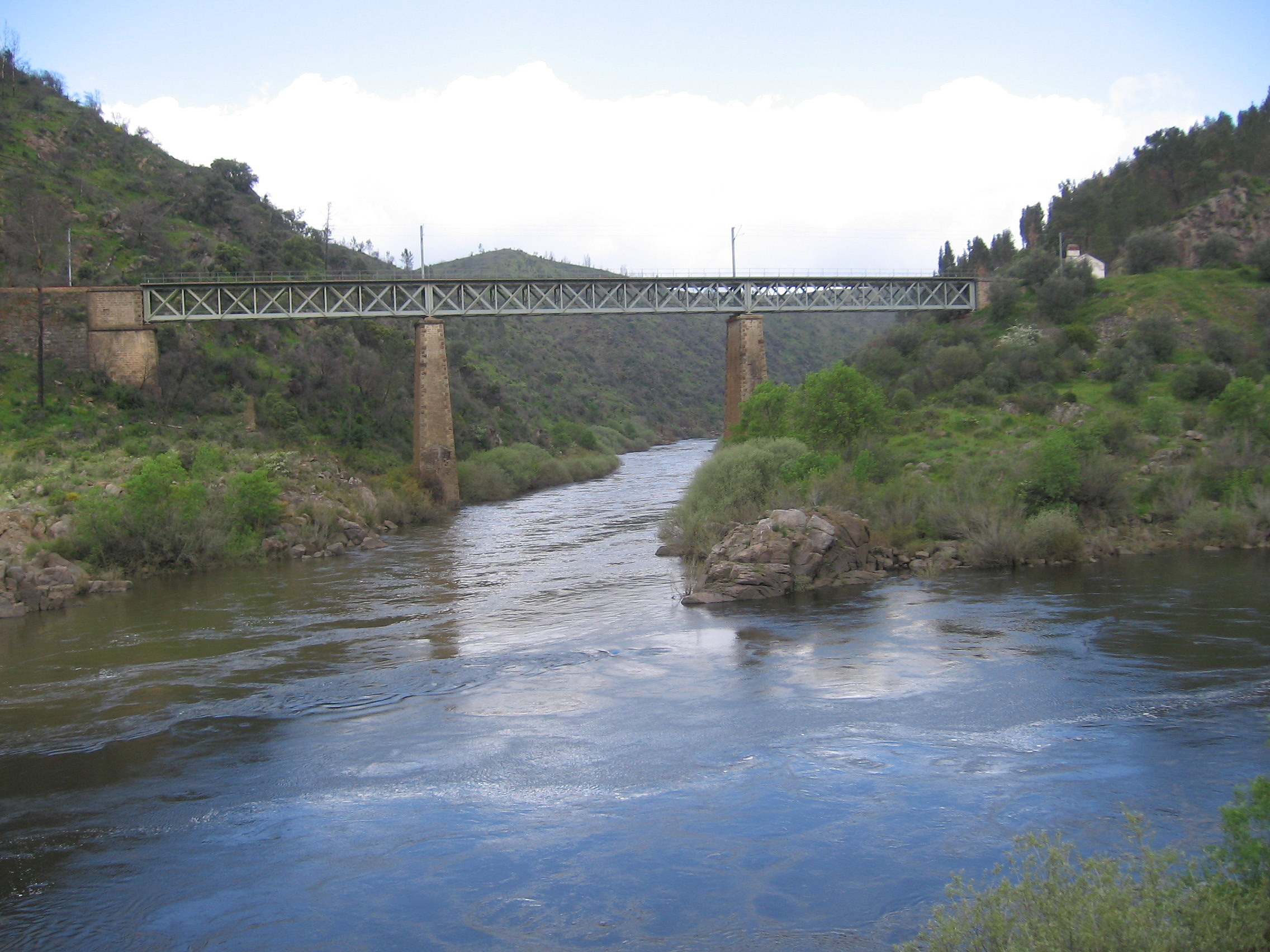
Ponte in ferro sul fiume Obreza

### Prodromi
Sin dal 1845 si pensava ad un collegamento ferroviario con Madrid attraversando il Tago a Vila Nova da Barquinha e passando per Talavera de la Reina e Casarubia. Il progetto veniva ancora citato in una legge del 26 febbraio 1876 e ripreso in una proposta del 7 febbraio 1879. Il progetto si concretizzò tuttavia soltanto il 9 gennaio 1883 e, dopo vari dibattiti, sfociò in una legge del 26 aprile dello stesso anno cui fece seguito il 2 agosto il bando di concorso. Tale bando tuttavia fu contestato per irregolarità e ne venne allestito un altro cui partecipò la sola Companhia Real dos Caminhos de Ferro Portugueses che pertanto, il 15 novembre, ottenne un contratto preventivo approvato poi il 24 maggio 1884.
La concessione era subordinata al cambiamento degli statuti e della composizione del consiglio di amministrazione - la cui maggioranza doveva essere portoghese - da parte della Companhia; i nuovi statuti entrarono in vigore il 25 giugno 1885 mentre la concessione definitiva per la costruzione e l'esercizio della línea, con la garanzía degli interessi del 5,5%, fu firmata il 29 luglio.
Sin dal 1877, quando era in fase di progettazione la ferrovia della Beira Alta, si era pensato di prolungare la linea della Beira Baixa fino alla frontiera spagnola passando per Monfortinho. In seguito si era optato per la costruzione di una diramazione attraverso la città ma nel 1905 tale progetto era già stato abbandonato.

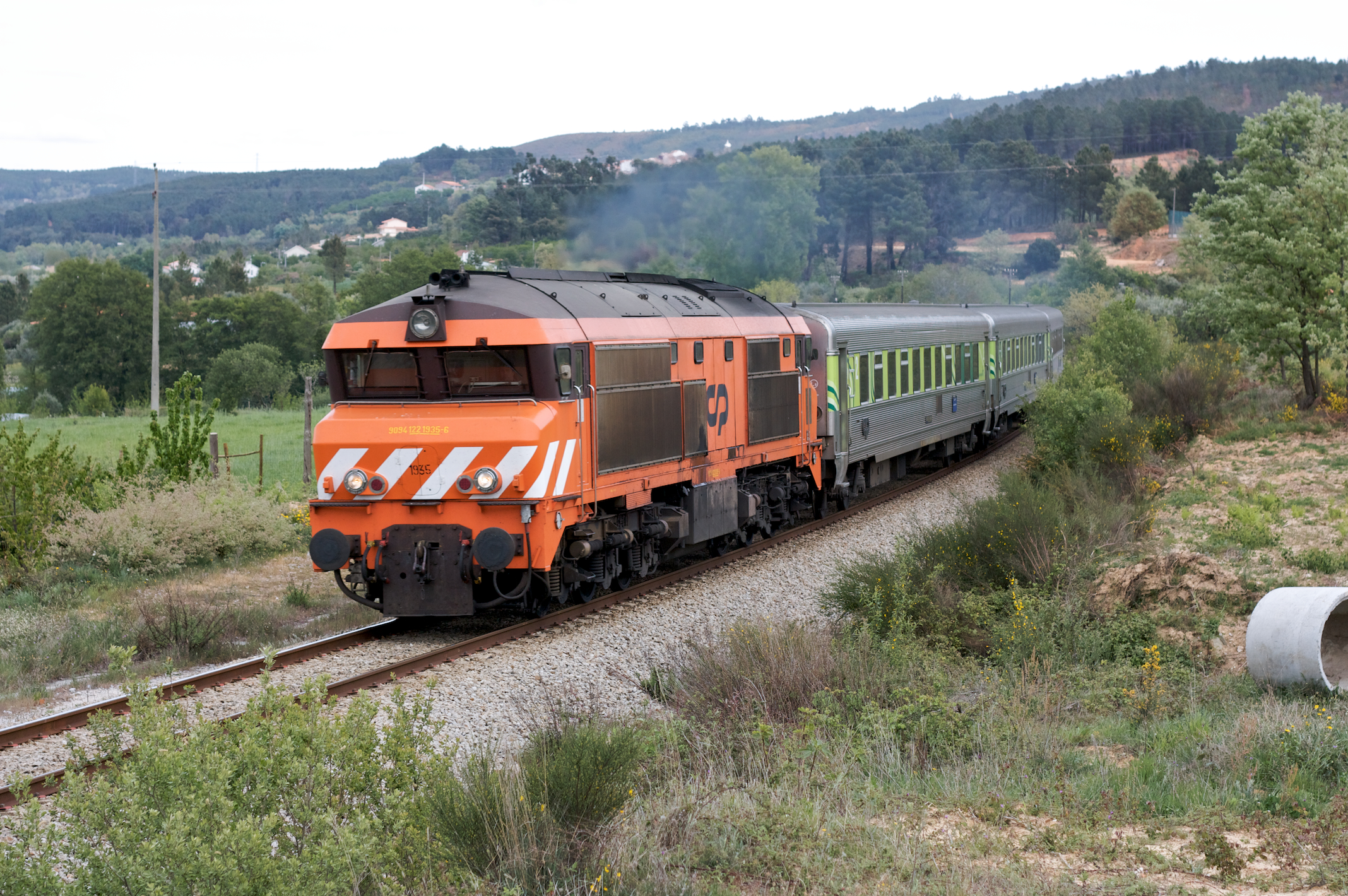
Intercity 543 Lisbona Santa Apolónia-Covilhã, il 9 aprile 2009

### Costruzione
I lavori di costruzione della ferrovia ebbero inizio alla fine dell'anno 1885. La costruzione della línea ri rivelò una tra le più difficili del Portogallo e richiese opere d'arte in gran numero e di grandi dimensioni. Il 17 gennaio 1888 il governo approvava una variazione di tracciato tra i chilometri 14,020 e 16,860 e una variante nel Túnnel de Cobertizo richiesta dalla Companhia Real.
Il primo tratto tra Abrantes e Covilhã fu inaugurato il 6 settembre 1891 mentre il secondo, fino alla stazione di Guarda, fu inaugurato l'11 maggio 1892. Si era previsto di usare la linea per il collegamento tra Lisbona e Madrid ma si optò infine per l'uso del Ramal de Cáceres attraverso Valencia de Alcántara.

### L'esercizio nel XX secolo
Al tempo dell'inaugurazione la línea era considerata una tra le più solide e sicure ai fini della circolazione ferroviaria e permetteva in alcune parti la velocità di 65–75 km/ora.
Tuttavia, già nel 1902 la linea registrava uno dei maggiori indici, tra le ferrovie portoghesi, di danneggiamento e vandalismo contro convogli e di degrado delle infrastrutture.
Nel 1926 le cattive condizioni del Túnel do Barracão richiesero una serie di lavori da parte della Companhia. Nel 1933 venne interrotta la circolazione nella galleria di Sabugal per eseguire opere di consolidamento.
Negli anni novanta per l'effettuazione dei treni Intercity tra la capitale e Covilhã furono introdotte carrozze ammodernate mentre nell'aprile del 1992 venne decisa l'elettrificazione del raccordo da Entroncamento al "Ramal de Pego" per il traffico di carbone verso la centrale termoelettrica di Pego.

### Limitazione del tracciato

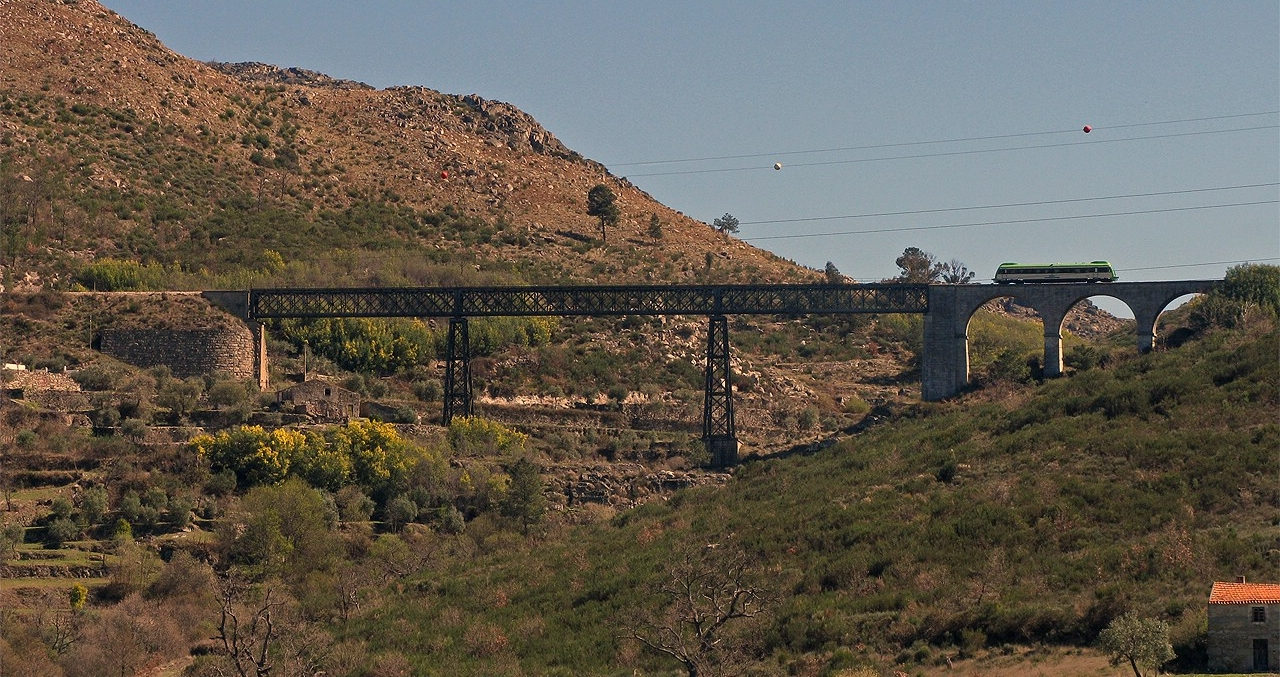
Ponte da Carvalha in ferro a causa dell'obsolescenza ha provocato la chiusura della tratta Covilhã - Guarda nel marzo 2009

Dal novembre 1992 nel tratto tra Covilhã e Guarda la velocità è stata limitata a 20 km/h a causa delle precarie condizioni di un viadotto in ferro, permettendo la circolazione delle sole locomotive CP serie 1550 per i servizi della linea a metà del 2009 è stato chiuso al traffico merci e viaggiatori.

## Caratteristiche e percorso
Parte del tracciato si snoda lungo il corso del Tago, parte lungo la frontiera circondando la Serra da Estrela; serve essenzialmente il territorio della vecchia provincia della Beira Bassa da cui ha mutuato il nome.
|  | Continuation backward |

| Station on track |

|  | Unknown route-map component "xABZgl" | Unknown route-map component "CONTfq" |

| Unknown route-map component "exHST" |

| Unknown route-map component "exTUNNEL2" |

|  | Unknown route-map component "exABZg+l" | Unknown route-map component "exKDSTeq" |

| Unknown route-map component "exHST" |

| Unknown route-map component "exHST" |

| Unknown route-map component "exBHF" |

| Unknown route-map component "exHST" |

| Unknown route-map component "KBHFxa" |

| Unknown route-map component "exCONTgq" | Unknown route-map component "eABZgr" |  |

| Station on track |

| Stop on track |

|  | Unknown route-map component "ABZg+l" | Unknown route-map component "KDSTeq" |

|  | Unknown route-map component "eABZg+l" | Unknown route-map component "exKDSTeq" |

|  | Unknown route-map component "eABZg+l" | Unknown route-map component "exKDSTeq" |

| Station on track |

| Stop on track |

| Stop on track |

| Stop on track |

| Station on track |

| Stop on track |

| Station on track |

| Stop on track |

| Station on track |

| Station on track |

|  | Unknown route-map component "ABZg+l" | Unknown route-map component "KDSTeq" |

|  | Unknown route-map component "eABZg+l" | Unknown route-map component "exKDSTeq" |

|  | Unknown route-map component "eABZg+l" | Unknown route-map component "exCONTfq" |

| Station on track |

| Unknown route-map component "KDSTaq" | Unknown route-map component "ABZg+r" |  |

| Stop on track |

| Stop on track |

| Station on track |

| Stop on track |

|  | Unknown route-map component "ABZg+l" | Unknown route-map component "KDSTeq" |

| Station on track |

| Station on track |

| Unknown route-map component "exKDSTaq" | Unknown route-map component "eABZg+r" |  |

| Station on track |

| Station on track |

| Stop on track |

|  | Unknown route-map component "eABZg+l" | Unknown route-map component "exKDSTeq" |

| Stop on track |

| Unknown route-map component "CONTgq" | Unknown route-map component "ABZg+r" |  |

| Stop on track |

| Unknown route-map component "eHST" |

| Unknown route-map component "exKDSTaq" | Unknown route-map component "eABZgr" |  |

| Station on track |

| Transverse water | Unknown route-map component "hKRZWae" | Transverse water |

|  | Unknown route-map component "ABZg+l" | Unknown route-map component "CONTfq" |

| Station on track + Unknown route-map component "lvKMW" |

| 0,000   |
| 134,919 |

| Unknown route-map component "SKRZ-G2BUE" |

| Unknown route-map component "BHFSPLa" |

| Unknown route-map component "SHI3+l" | Unknown route-map component "SPLe" + Unknown route-map component "vSHI3r-" |  |

| Unknown route-map component "SKRZ-GDBUE" | Unknown route-map component "SKRZ-GDBUE" |  |

| Non-passenger end station | Straight track |  |

| Station on track |

| Unknown route-map component "eSPLa" |

| Unknown route-map component "KDSTaq" | Unknown route-map component "exvSTR+r-" + Unknown route-map component "vexSTR-ABZg+r" |  |

| Transverse water | Unknown route-map component "evWBRÜCKE1" | Transverse water |

| Unknown route-map component "eSPLe" + Unknown route-map component "lBHF" |

| Station on track |

| Stop on track |

| Station on track |

| Unknown route-map component "exKDSTaq" | Unknown route-map component "eABZg+r" |  |

| Unknown route-map component "eHST" |

| Stop on track |

| Unknown route-map component "CONTgq" | Unknown route-map component "ABZg+r" |  |

| Station on track |

| Continuation forward |